# Сакис Булас
Атана̀сиос (Са̀кис) Була̀с (на гръцки: Αθανάσιος (Σάκης) Μπουλάς) е гръцки певец, текстописец и актьор.

## Биография
Роден е на25 септември 1954 година в македонския град Кукуш, Гърция, но израства в Пирея. Родителите му се опитват да го насочат към професия в правото, но той избира да стане певец и актьор. Става един от най-популярните комедийни актьори и певци в Гърция. В ранните години на кариерата си работи с много известни гръцки композитори, сред които Танос Микруцикос, Дионисис Савопулос, Мимис Плесас и други. Сакис Булас добива широка известност с участието си в телевизионни предавания, сериали и филми. Освен това става изключително успешен текстописец и е автор на много песни на известни гръцки певци, сред които Янис Зуганелис, Василис Папаконстантину и Лаврентис Махерицас.
Умира на 21 февруари 2014 година в болница в Атина след дълга борба с рак.